# Panathinaikos Athlitikos Omilos
Panathinaikos Athlitikos Omilos (grekiska: Παναθηναϊκός Αθλητικός Όμιλος) är en sportklubb från Aten, Grekland. Klubben bildades 1908 av fotbollsspelare som lämnade Panellinios GS då den klubben lade ner sin fotbollsverksamhet. Ursprungligen hade klubben namnet Podosferikos Omilos Athinon. Den har haft sitt nuvarande namn sedan 1924.
Panathinaikos mest kända sektion är fotbollssektionen Panathinaikos FC, men klubben är aktiv och har varit framgångsrik inom ett mycket stor antal sporter. Den var med om att introducera ett flertal sporter genom att vara det första, eller ett av de första, lagen i Grekland inom fotboll, basket, volleyboll, landhockey, bordtennis och handboll. 
Framstående sektioner:
- Fotboll - herrar
- Basket - herrar / damer
- Bordtennis - damer och herrar
- Friidrott - damer och herrar
- Fäktning - damer och herrar
- Volleyboll - herrar / damer